# Hannes Forsby
Hannes Forsby (Göteborg, 25 augustus 1996) is een Zweeds wielrenner die anno 2016 rijdt voor Bliz-Merida Pro Cycling.

## Carrière
Zijn debuut voor Bliz-Merida maakte Forsby in de Ronde van Alentejo, die hij afsloot op plek 131. Een maand later nam hij deel aan de ZLM Tour, waar hij met een Zweedse selectie op plek 22 eindigde in de ploegentijdrit.

## Ploegen
- 2016 –  Bliz-Merida Pro Cycling

Forsby · Hansen · Henttala · Janssen · Kanerva · Lundgren · Manninen · Moncorgé · Pölder · Svensson · M.Tefre Lunder · N.Tefre Lunder